# Frederik Gottschalck Haxthausen den yngre
Frederik Gottschalck (von) Haxthausen (den yngre) (født 14. juli 1750 i København, død 6. juli 1825 i Christiania) var en dansk-norsk officer, førstestatsråd (statsminister) og finansminister i Norges første regering. Han var far til Louise von Stedingk.

## Hastig karriere
Han var søn af generalmajor Frederik Gottschalck Haxthausen (død 1770) og blev, 6 år gammel, indskrevet som landkadet og udnævntes i sit 11. år til fændrik i Prins Frederiks Regiment, hvor han 1763 avancerede til sekondløjtnant, 1771 til premierløjtnant. 1779 blev han, som 1776 var blevet kammerjunker, kaptajnløjtnant i søndenfjeldske Infanteriregiment, samme år kaptajn, året efter titulær generaladjudant, 1788 major og tjenstgørende generaladjudant hos prins Carl af Hessen, øverstbefalende for den norske hær, der rykkede ind i Sverige. Haxthausen fik under dette korte felttog, i hvilket forplejningsvæsenet funktionerede meget slet, lejlighed til på dette område at lægge glimrende administrative evner for dagen og gjorde nu hurtigt karriere. Han udnævntes samme år (1788) til intendant for den norske hær og optoges som deputeret i det norske Generalitets- og Kommissariatskollegium; det følgende år blev han generalkrigskommissær for Landetaten, 1792 2. deputeret. 1793 beordredes han udenlands for at sætte sig ind i forplejningstjenesten ved de krigsførende magter og gæstede i den anledning de østrigske og preussiske samt flere små tyske staters hære. 1802 fik han generalmajors navn og rang samt i forbindelse med de ovfr. nævnte embeder chefsposten for Det norske militære Institut og året efter tillige posten som generalkrigskommissær for den norske søetat. Samtidig var han af de forskellige norske generaler sønden- og nordenfjelds en søgt og skattet rådgiver, også i sager, der lå uden for hans egentlige virkefelt, og hans navn vil findes knyttet til de fleste af de foranstaltninger, der ved århundredets begyndelse blev truffet til Norges forsvar. Haxthausens ualmindelige dygtighed var anerkendt af alle, men hans omsiggriben og den store lykke, han gjorde, skaffede ham, som naturligt var, talrige misundere, fornemmelig i Norge, og på hans karakter kastedes der stærk skygge, der vedblev at følge ham, så længe han stod i den dansk-norske statstjeneste. Enkelte vægtige vidnesbyrd går dog i absolut modsat retning, og 1802 udtaler en privatmand sig bl.a. således om ham: "Haxthausen er ej alene et sjældent Geni, men har tillige Flid, Redelighed og Glæde ved at virke til sine Medmenneskers Held, hvortil hans Post giver ham saare megen Anledning."

## I Danmark
Den overordentlige anerkendelse, som de norske statsmyndigheder lod Haxthausen blive til del, bestemte kronprinsregenten til 1803 at kalde ham til Danmark for at overtage styrelsen af Feltkommissariatet for den danske hær, hvoraf en stor del dette år koncentreredes i Holsten og Slesvig og ligeledes her var samlet i årene 1805-07. Haxthausen beholdt desuagtet sine norske embeder, der 1806 forøgedes med posten som kommandant ad interim på Akershus. 1809 blev han 1. deputeret i det norske kollegium, samme år Kommandør af Dannebrog og 1810 deputeret i det danske General-Kommissariatskollegium, hvorunder Feltkommissariatet henlagdes for derefter straks atter at udskilles og gå ind under generalkvartermesterstaben under navn af Bureau for den danske Armés Forplejning.

## Tilbage til Norge
Denne foranstaltning, hvortil de intimere grunde ikke kendes, var en antydning af, at Haxthausens rolle i Danmark var udspillet, og virkelig begik man den fejl at lade denne finansiel-administrative kapacitet, man så hårdt kunne have behov for, vende tilbage til Norge. Han betragtedes her, hvor han efter prins Frederik af Hessens udsagn ikke ventedes med glæde, og hvor mange talte ondt om ham, som værende faldet i unåde, og af et karakteristisk brev fra ham til Frederik VI, i hvilket han i begyndelsen af 1811 takker for sin udnævnelse til Storkors af Dannebrog, skønner man også, at han i sit inderste tager sig sin tilbagesendelse nær. Han glæder sig imidlertid ved, at den ham "nu overgaaede Stjærneglans har for al Verden tilintetgjort alle Fortolkninger", og han lover Kongen, at han skal "opofre sine sidste Kræfter i sin dyrebareste Monarks pligtforbindende Tjeneste". Dette løfte holdt han dog kun til dels. Han arbejdede vel nok i de nærmeste år med sin sædvanlige duelighed og fik, da prins Christian Frederik i 1813 overtog statholderposten og i 1814 regentskabet i Norge, med titel af generalintendant en altovervejende indflydelse på prinsens handlinger, men det menes ikke i nogen heldig retning, og prinsens danske omgivelser var endog tilbøjelige til at tro, dog næppe med rimelig grund, at han spillede under dække med svenskerne. Christian Frederik udnævnte ham under sit kortvarige kongedømme til generalløjtnant, statsråd og overhofmarskal. Ved hans abdikation sluttede Haxthausen sig virkelig til svenskerne og blev derefter strøget af den danske hærs lister. 1817 tog han afsked fra sin militære tjeneste, efter at han året forinden var blevet frifundet af en af Stortinget nedsat rigsret.
Haxthausen ægtede 23. september 1783 Cathrine Oldenburg (1765-1843), datter af generalmajor Adam Christopher Oldenburg (1736-1803) og Marie f. Schøller (1741-1770). Han døde i Christiania 6. juli 1825.
Haxthausens gate i Oslo er opkaldt efter ham (1879).